# Král predátorů
Král predátorů (I, Predator) je šestidílný dokumentární seriál z produkce National Geographic Channel. Oplývá netradičním spojením živých záběrů zvířat a CGI počítačové animace. Dokument většinou popisuje souboj mezi predátorem a kořistí, ale často se zaměřuje i na jednotlivého živočicha.

## Seznam dílů
- Žralok bílý
- Medvěd lední
- Gepard
- Krokodýl
- Lev
- Kosatka dravá